# Schleifenquadrat

Schleifenquadrat

Das Schleifenquadrat (⌘), auch Tristramsknoten (nach einer Alternativbezeichnung des ähnlichen Bowen-Knotens aus der englischen Wappenkunde), umgangssprachlich auch Propeller, Kleeblatt oder Blumenkohl, ist ein zumeist als Symbol gebrauchtes Ornament sowie ein auf Computersystemen verfügbares Schriftzeichen.
In Entsprechung zu Bezeichnungen in nordischen Sprachen (wie dänisch johanneskors) findet sich auch die Bezeichnung Johannskreuz, die auf die Verwendung zur Kennzeichnung des Johannistages in mittelalterlichen Kalendern zurückgehen soll. Dieser Begriff bezeichnet jedoch in der Heraldik eine grundsätzlich andere Figur (siehe Johanneskreuz).

## Form
Das Schleifenquadrat besteht aus einem liegenden Quadrat (also einem mit horizontaler Unterkante), dessen Kanten über die Eckpunkte hinaus je gleich weit gerade verlängert und auswärts von jeder Ecke mit je einem Dreiviertelkreis knickfrei verbunden sind. Es kann in einem Zug gezeichnet werden; beim Gebrauch als Ornament ist häufig der Linienzugverlauf durch Betonung des „später“ gezeichneten Teilzuges an den Kreuzungspunkten sichtbar, dabei ist die Drehrichtung der Schleifen stets gleich.

## Verwendung

### Ornament
Der Ursprung des Symbols im europäischen Kulturkreis ist wahrscheinlich die Verwendung als Ornament auf Kunst- und Gebrauchsgegenständen im finnischen und wikingischen Kulturraum. In Schweden ist der etwa 400–600 n. Chr. geschaffene Bildstein aus Stora Havor (Gotland) ein bedeutendes Fundstück. Eines der ältesten Beispiele aus dem finnischen Raum ist ein Paar etwa 1000 Jahre alter mit diesem Symbol verzierter Holz-Skier.
Auf Münzen findet es sich beispielsweise auf der Rückseite der 1963–1990 geprägten finnischen Fünf-Penniä-Münze.
Außerhalb Europas findet sich das Ornament beispielsweise auf Fundstücken der Mississippi-Kultur, in der das Symbol aus zumeist vier, häufig auch drei parallelen Linienzügen gebildet wird.
Ein verwandtes Ornament ist der Schildknoten in seiner Grundform. Hier sind die Schleifenränder in einen kreisförmigen Umriss eingepasst.

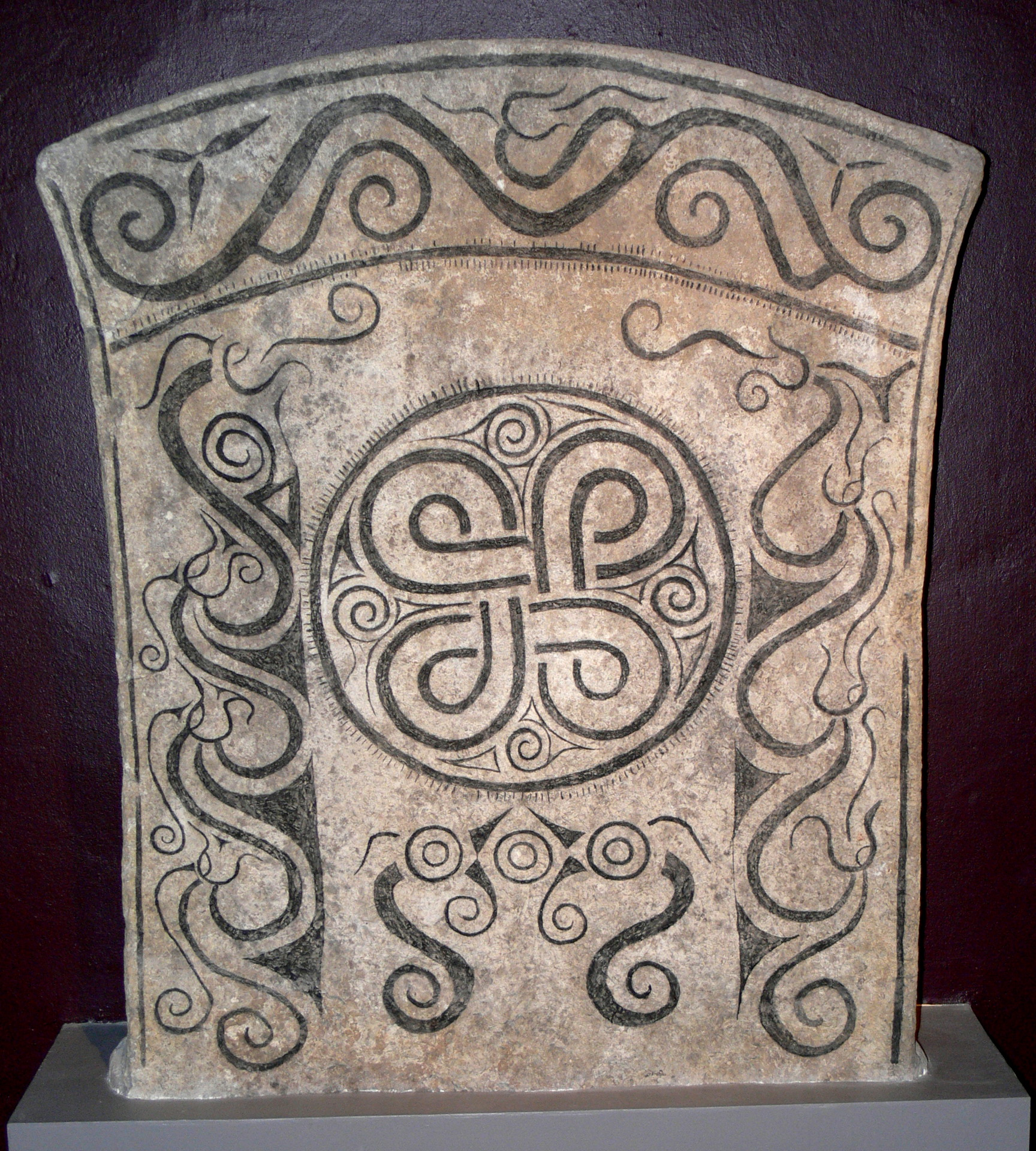
Bildstein aus Stora Havor im Museum Fornsalen, Visby (Gotland)
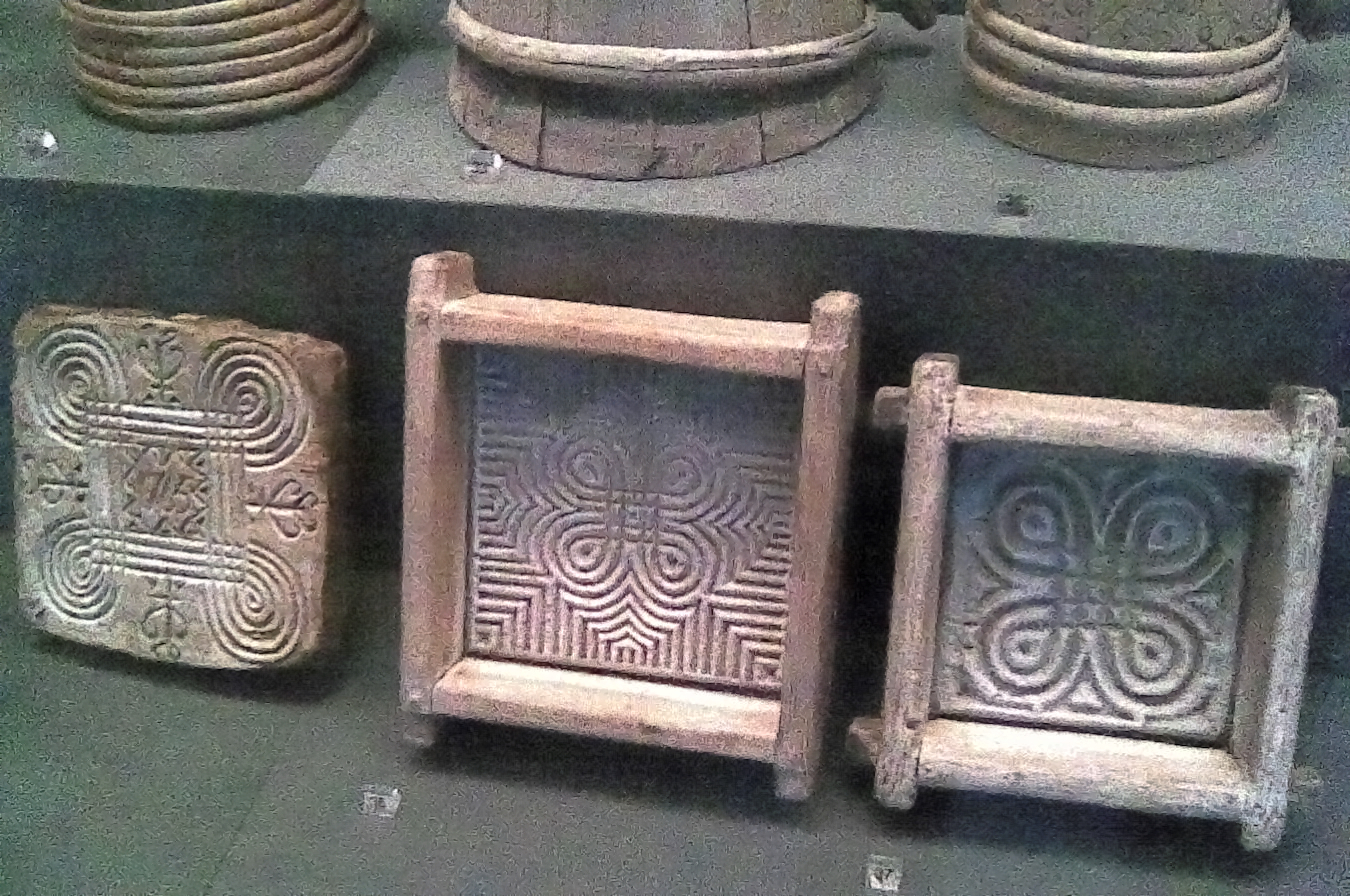
Käseformen mit Ornament im Finnischen Nationalmuseum, Helsinki
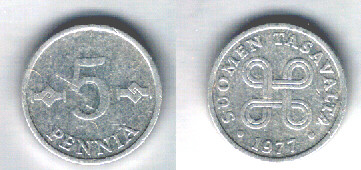
Finnische Fünf-Penniä-Münze
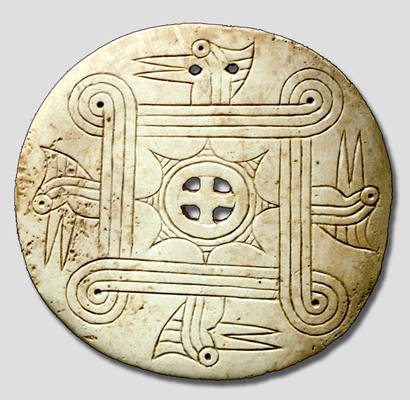
Schmuckstück aus Muschelschale (Mississippi-Kultur, Tennessee, USA, datiert ca. 1250–1450[5])
Logo des belgischen Mobilfunkanbieters Proximus (2014)
Schildknoten (Grundform)

### Heraldik
In der englischen Heraldik ist das Symbol eine von mehreren unterschiedlichen Darstellungsformen des Bowen-Knotens. Außerhalb des britischen Raums kommt das Symbol, auch um 45° gedreht, gelegentlich als gemeine Figur in Wappen vor, ohne dass sich eine einheitliche Benennung eingebürgert hat.
Eine ähnliche gemeine Figur ist das Fensterrautenkreuz oder Würfelknotenkreuz. Hier sind die „Schleifen“ eckig statt rund.
Für andere ähnliche Figuren finden sich in der Heraldik keine speziellen Namen, sie sind daher in der Blasonierung detailliert zu beschreiben. In Einzelfällen können solche Varianten, speziell wenn sie nur gerade Striche enthalten, zu den Hausmarken gezählt werden. 

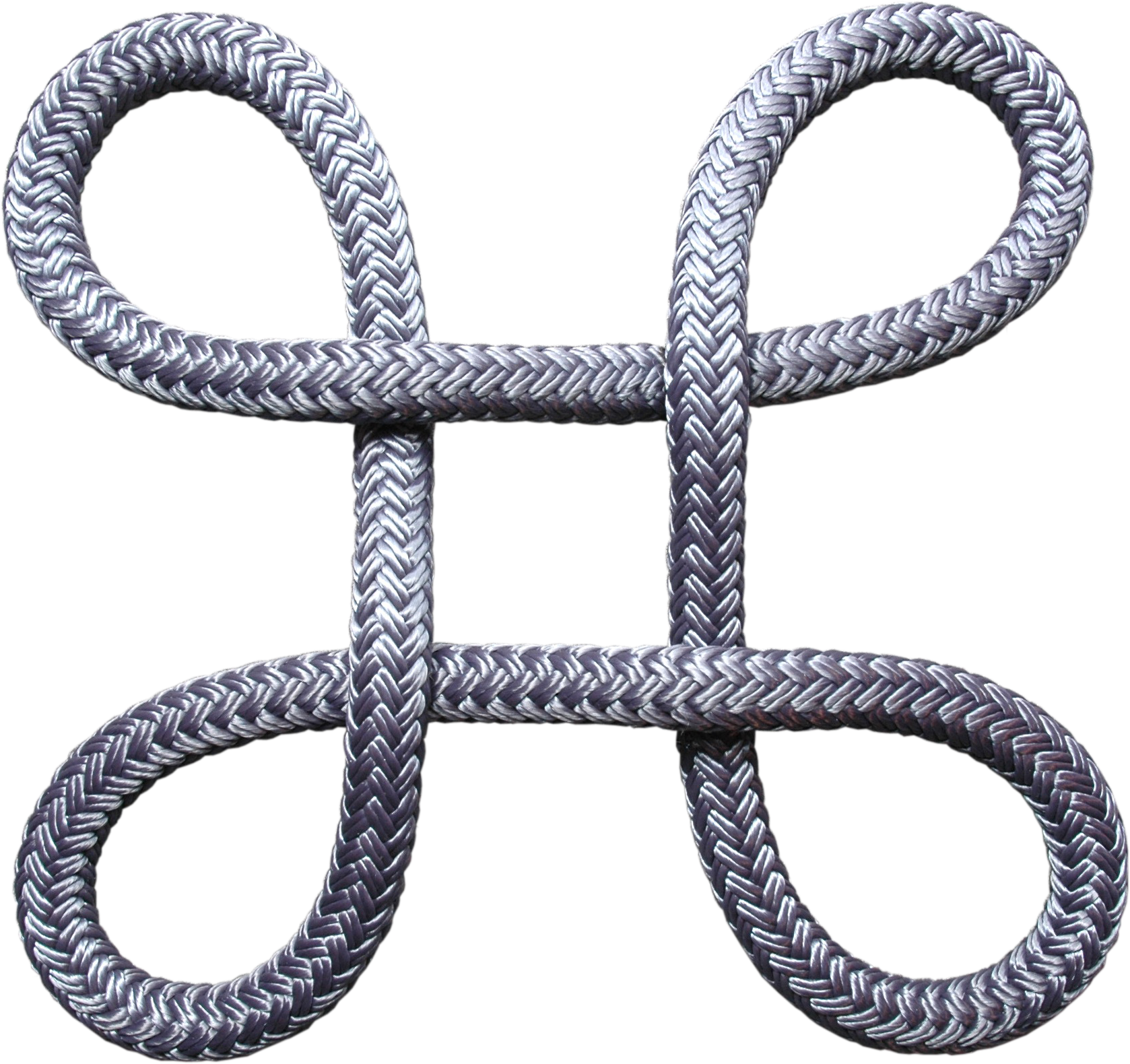
Bowen-Knoten
„Totemzeichen“ „als Symbol der uralten Kultur der Region“ im Wappen von Kostomukscha (Karelien)[6]
Fensterrautenkreuz
Wappen von Hausgereut (Rheinau, Baden):[7] Hausmarke mit Dreiecken statt Schleifen
Wappen von Lødingen (Nordland): Fünf statt vier Schleifen

### Hinweiszeichen
Das Symbol wurde Anfang der 1950er Jahre zuerst von finnischen Heimstättenverbänden zur Kennzeichnung von Kulturdenkmälern vorgeschlagen und seit den späten 1960er Jahren in den skandinavischen Staaten als Verkehrszeichen verwendet, um auf historische Fundstätten oder auf Sehenswürdigkeiten allgemein hinzuweisen. Auch in anderen Staaten, beispielsweise Deutschland, wird es auf Hinweiszeichen vor allem für vor- und frühgeschichtliche Sehenswürdigkeiten verwendet.

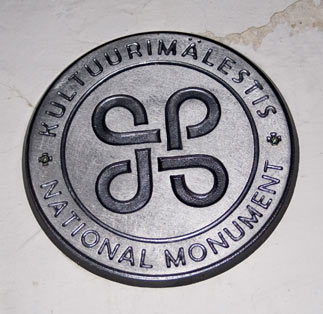
Plakette an einem Gebäude in Estland
Schwedisches Verkehrszeichen „sevärdhet“ („Sehenswürdigkeit“)
Wegweiser zu Grabhügeln in Albersdorf (Holstein)

### Tastatursymbol
Das Schleifenquadrat wird seit 1984 vom Computerhersteller Apple in den Computermenüs der Macintosh-Rechner und auf deren Tastaturen zur Kennzeichnung der Befehlstaste verwendet, um durch ein spezielles Symbol eine eindeutige Zuordnung von Tastaturbefehlen und Menüpunkten zu erreichen. Diese Verwendung geht auf die seinerzeit bei Apple tätige Designerin Susan Kare zurück. Als Steve Jobs die Verwendung des Apple-Logos dort nicht wollte, da er eine Entwertung des Logos durch inflationären Gebrauch befürchtete, hat die Designerin das schwedische Hinweiszeichen für Sehenswürdigkeiten in einem internationalen Symbollexikon gefunden.
Das Schleifenquadrat ist seit 2012 als Tastatursymbol genormt:
- in IEC 60417 Graphical Symbols for use on Equipment als Symbol IEC 60417-6090 Operating System Key.
- im Amendment 1 (2012) zu ISO/IEC 9995-7:2009 Information technology – Keyboard layouts for text and office systems – Symbols used to represent functions als Symbol 99 Operating System Key. An Stelle dieses Symbols darf ausdrücklich ein Logo eines Betriebssystems verwendet werden. Auch ist die Funktion einer so beschrifteten Taste dem Betriebssystem freigestellt. So entspricht beispielsweise die Windowstaste dieser Normung.

Tastatursymbol
ISO-Tastatursymbol
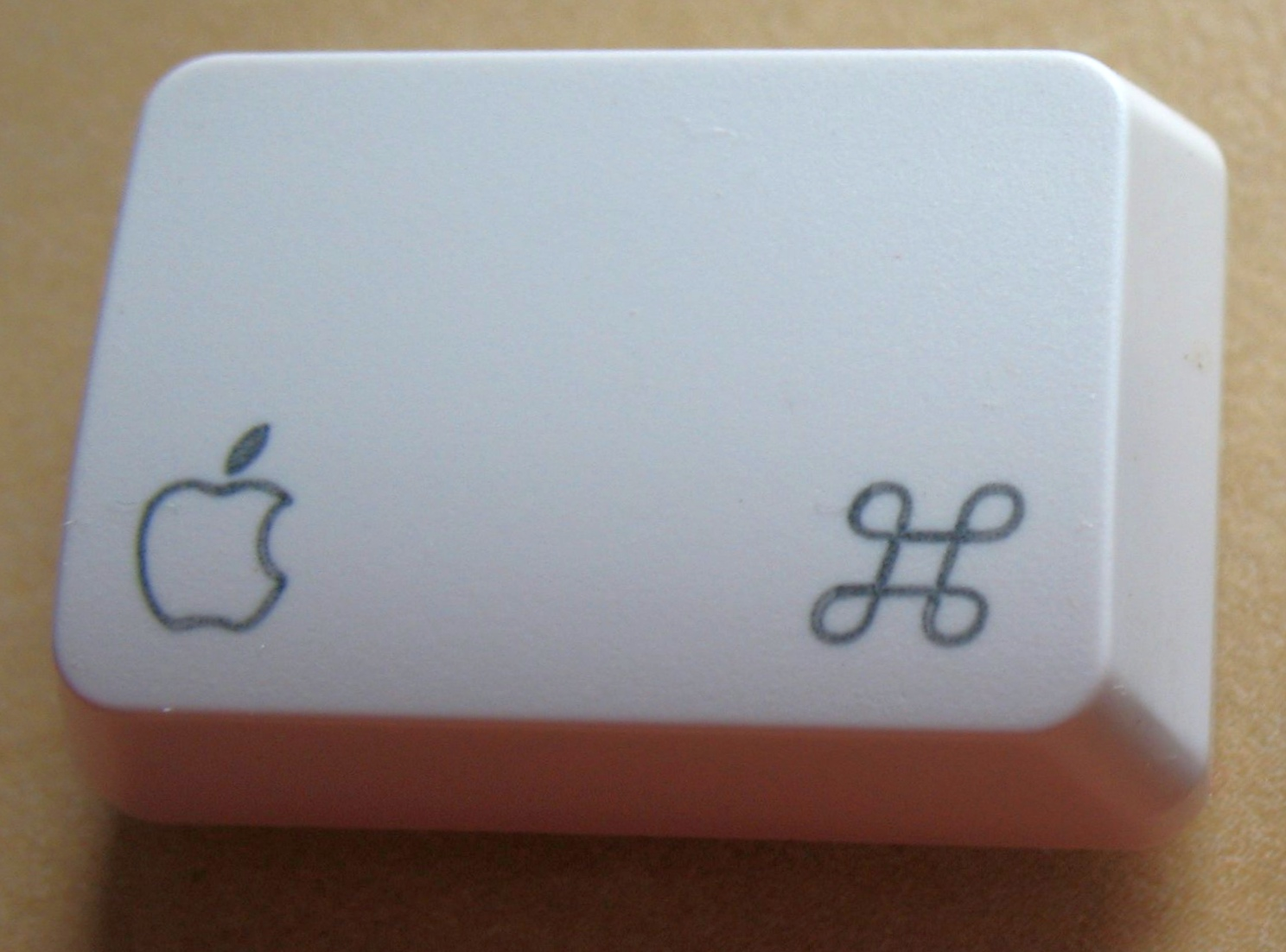
Apple-Befehlstaste

### Darstellung in Computersystemen

#### Kodierung
In Unicode ist das Schleifenquadrat als U+2318 place of interest sign („Sehenswürdigkeitssymbol“) im  Block Verschiedene technische Zeichen enthalten.
In HTML ist das Symbol mit &#8984  sowie &#x2318 kodiert.

#### Eingabe in Textverarbeitungssysteme
In einigen Produkten aus Microsoft Office (z. B. Word, Powerpoint, Outlook und OneNote) kann das Schleifenquadrat mit der Tastenkombination Alt+8984 eingegeben werden.